# Didi Lilo
Didi Lilo (georgiska: დიდი ლილო) är en daba (stadsliknande ort) i Georgien. Den ligger i den östra delen av huvudstaden Tbilisis distrikt, i Samgori rajon (სამგორის რაიონი). Didi Lilo ligger 789 meter över havet och antalet invånare var 2 417 år 2014.